# مارکت اسکویر (سن آنتونیو)

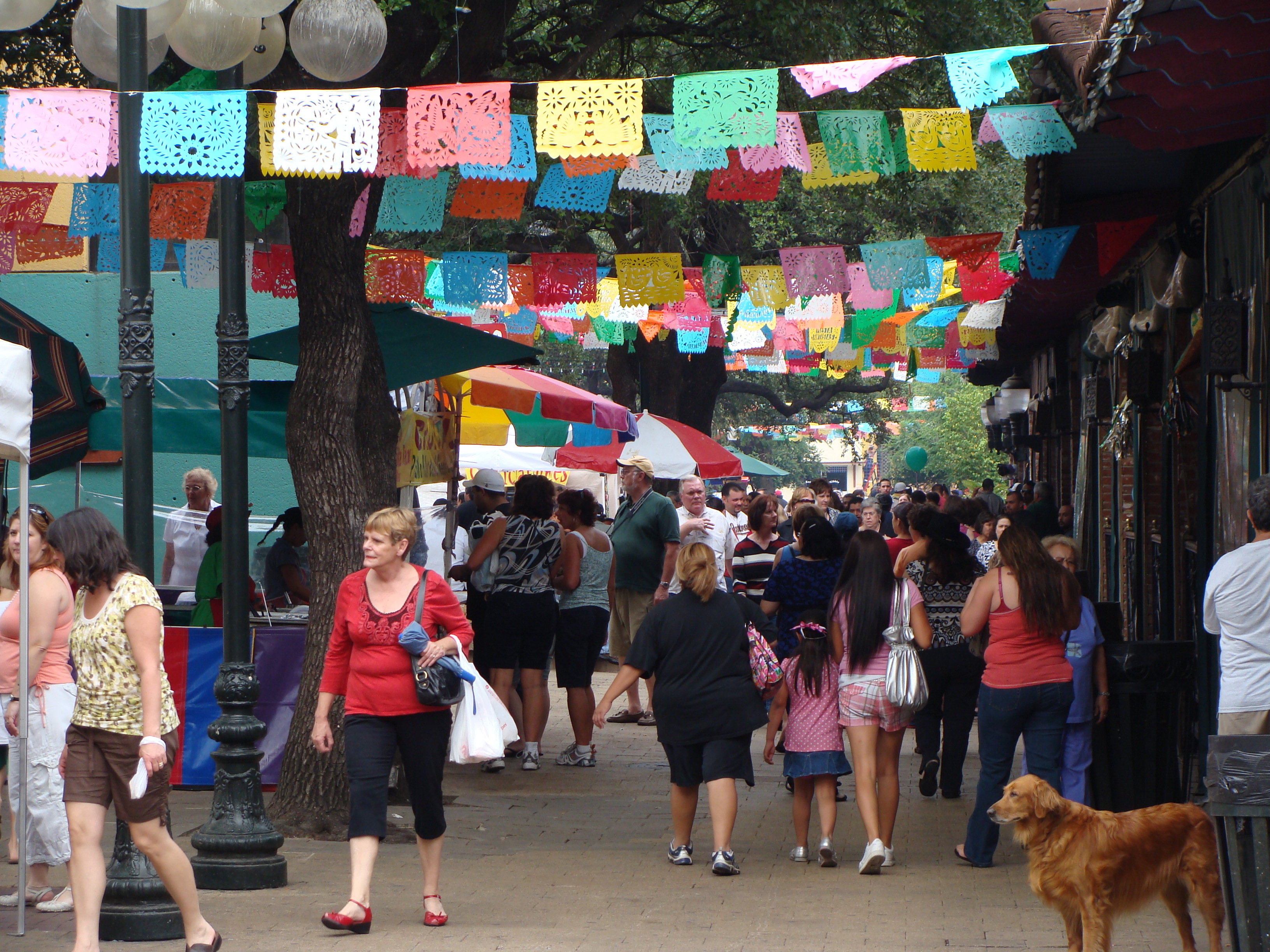

مارکت اسکویر (به انگلیسی: Market Square) نام یک مرکز خرید سنتی در شهر سن آنتونیو در ایالت تگزاس است.
این مرکز خرید بزرگترین مرکز خرید مکزیکی در شهر است.
در زبان اسپانیایی به این مرکز خرید El Mercado گویند.